# Buddismo in Italia

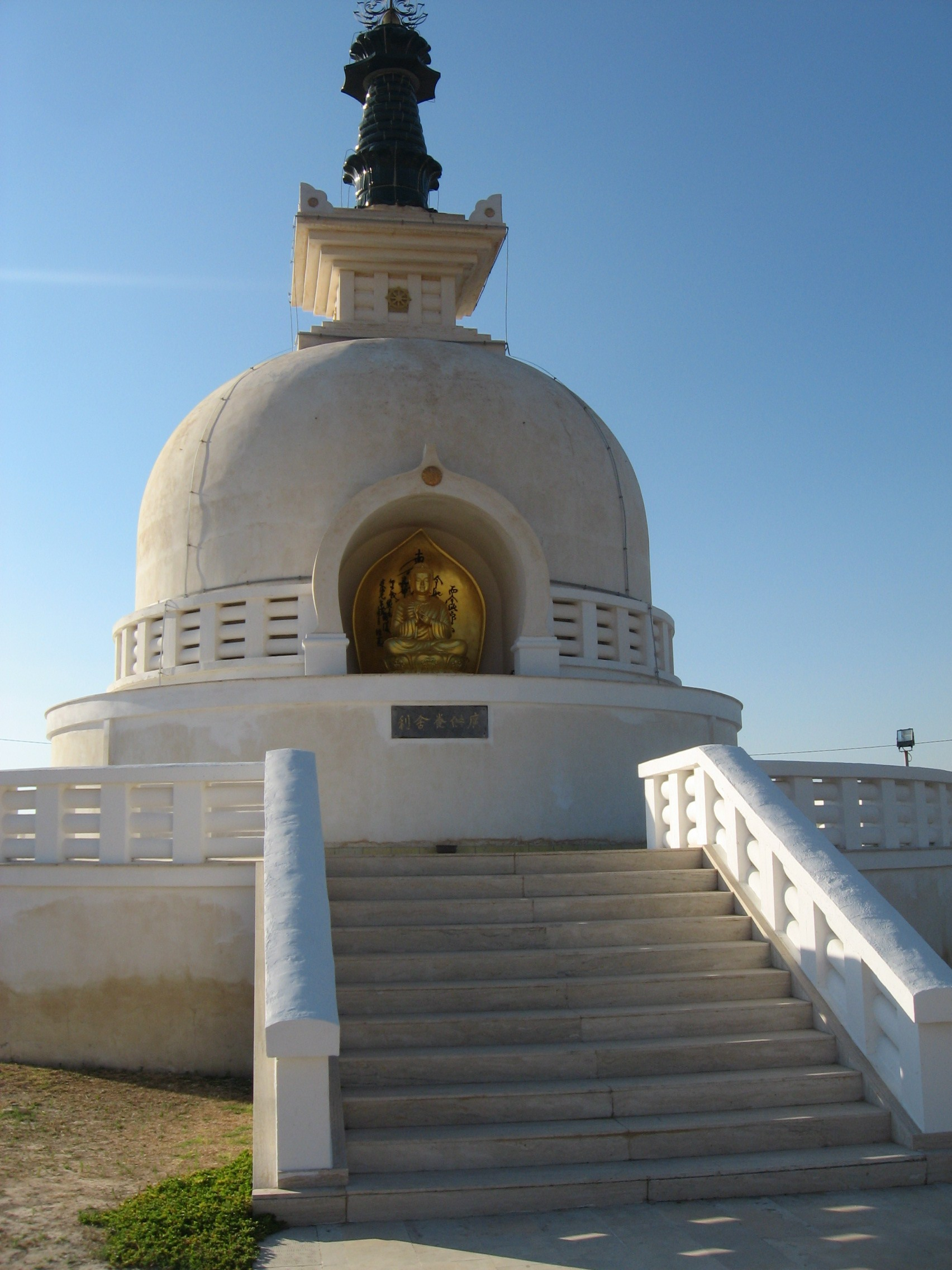
Pagoda della Pace a Comiso

Il buddismo in Italia è la terza  religione più diffusa, dopo il Cristianesimo e l'Islam.
Secondo l’ultimo rapporto realizzato da CESNUR, al 2024 i praticanti di tradizione buddhista in Italia ammontano a circa 342.000, pari allo 0,6% della popolazione residente.

In Italia diversi centri buddhisti si sono associati all'Unione Buddhista Italiana, fondata nel 1985 e riconosciuta come Ente di culto con Decreto del Presidente della Repubblica nel 1991. 

Essa riunisce centri, fondazioni, templi e monasteri appartenenti alle tre tradizioni Buddhiste del Theravada, Mahayana e Vajrayana.
L'UBI aderisce all'Unione Buddhista Europea e dichiara di raccogliere circa 70.000 membri, dei quali 50.000 cittadini italiani.
Gli altri fedeli - circa 96.100 al 2022 - appartengono invece all'altra grande organizzazione buddhista della Soka Gakkai, un nuovo movimento religioso derivato dal Nichiren Shōshū giapponese, non facente parte dell'UBI, pur essendo membro dell'Unione Buddhista Europea.

## Storia

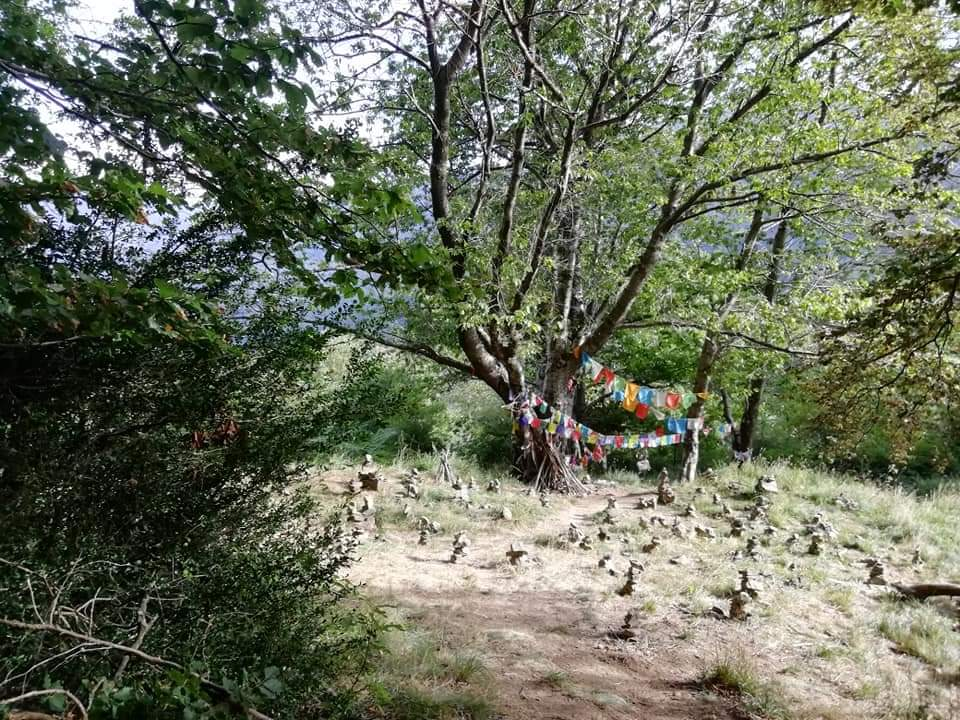
L'Albero con gli Occhi, sotto il quale meditava Tiziano Terzani, presso Orsigna (Pistoia), circondato da bandiere di preghiera tibetane e cairn.

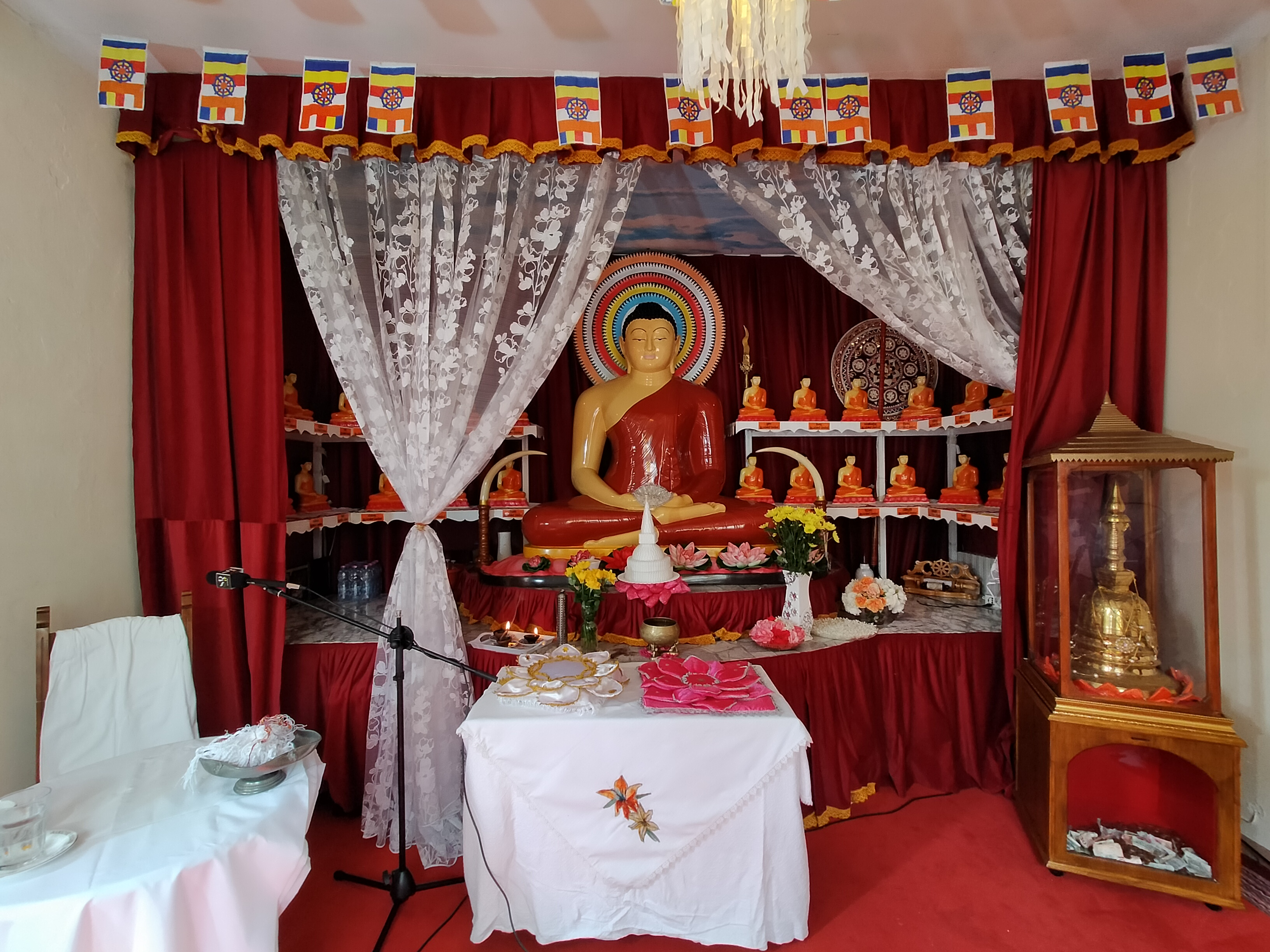
Tempio buddista della comunità srilankese a Ponte a Moriano (Lucca)

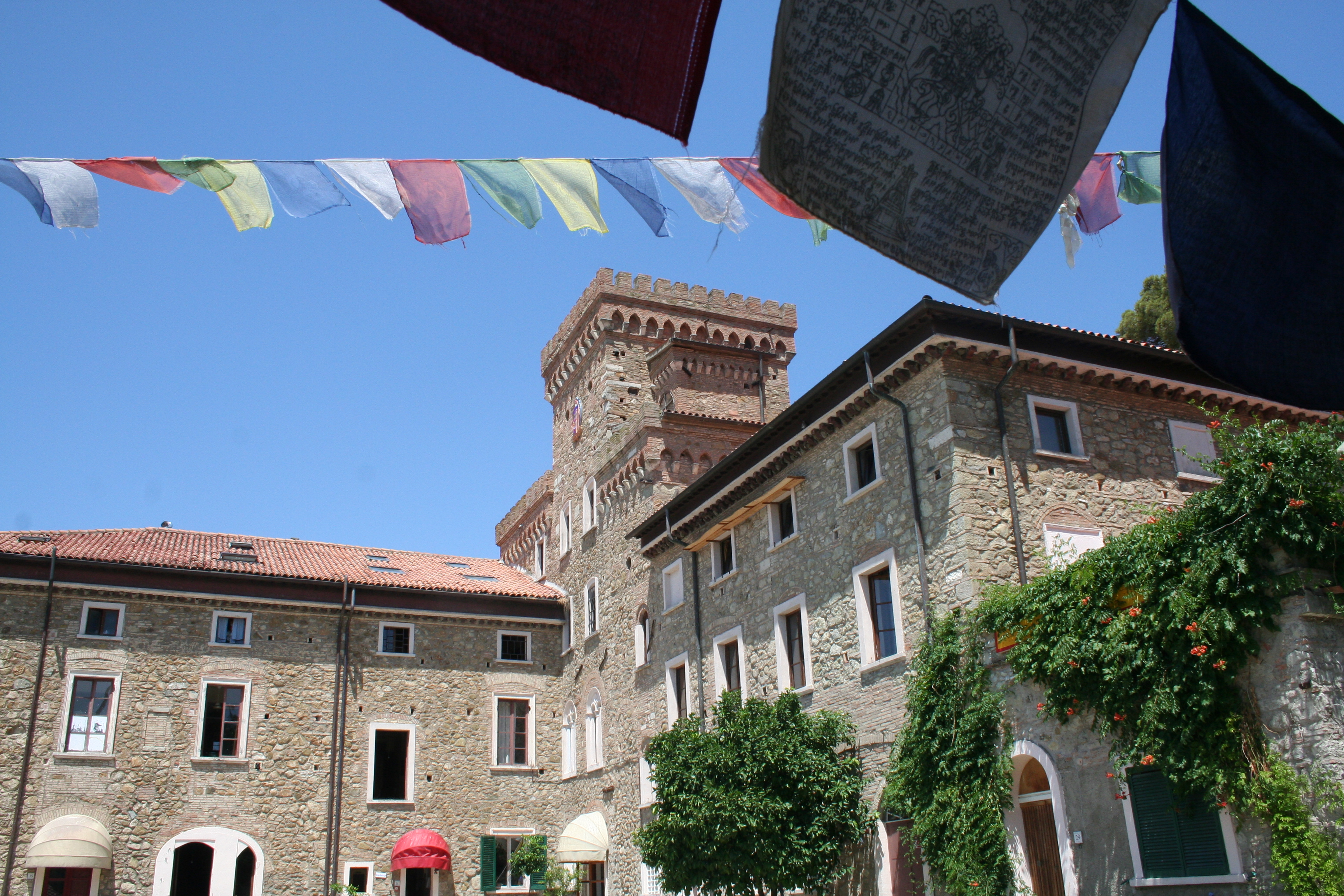
Veduta dell'Istituto Lama Tzong Khapa, a Pomaia

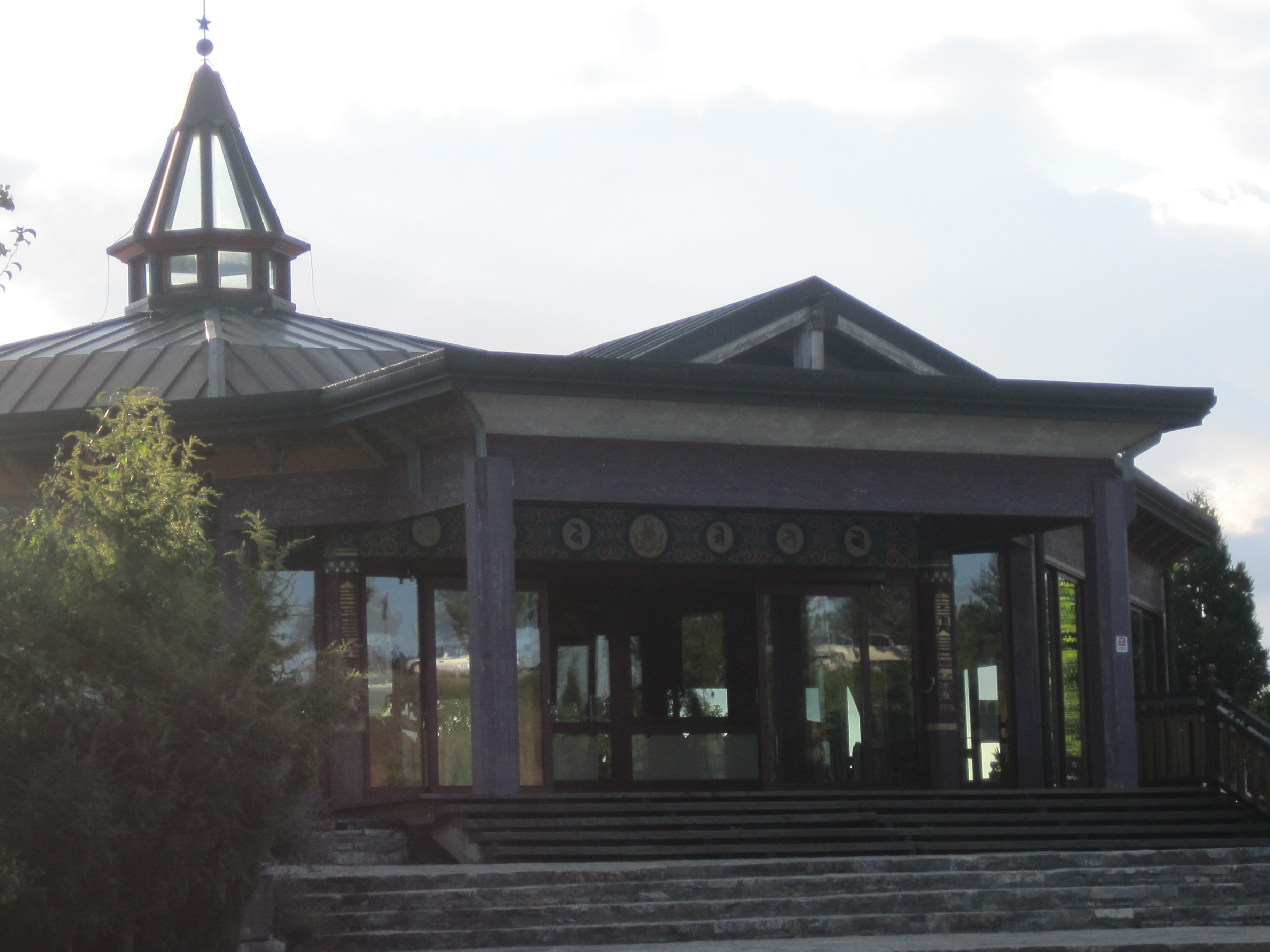
Il Centro di Merigar West a Grosseto, fondato da Namkhai Norbu nel 1981 per la conservazione della tradizione Dzogchen.

Secondo alcune fonti il buddismo era praticato in Italia, per quanto marginalmente, già in epoca romana. L'esistenza a quel tempo di correnti sincretiche greco-buddhiste, inoltre, rende plausibile la presenza di altre piccole comunità nelle province orientali dell'Impero. Tuttavia con ogni probabilità la tradizione andò scomparendo dalla penisola in seguito alle persecuzioni dei culti non-abramici a partire dal IV secolo d.C.
La presenza contemporanea invece è il risultato di sviluppi più recenti ed in continuità con l'interesse sorto anche in altri paesi europei verso le religioni "dharmiche", inizialmente sul piano filosofico, verso la fine dell'Ottocento.
Nell'accettazione del buddismo possiamo distinguere tre diverse fasi, seguendo le indicazioni di Martin Baumann: la prima fase è caratterizzata dall'interesse per il buddismo a livello però puramente teorico da parte di alcuni filosofi, quali Ralph Waldo Emerson, fino a Arthur Schopenhauer che è stato definito “il precursore del buddismo in Occidente”.
La seconda fase è data dopo la fondazione della Società Teosofica nel 1875. Dopo questa data cominciano a verificarsi in Occidente vere e proprie "conversioni" al buddismo. Il primo monaco italiano fu Salvatore Cioffi, ordinato nel 1925.
La terza fase del buddismo occidentale, con la nascita di vere e proprie comunità, comincia dopo la prima guerra mondiale ed è caratterizzata dal contatto sempre più frequente fra maestri orientali.
Si può parlare così di un'esplosione di interesse per il buddismo tibetano che va dagli anni '60-'70 soprattutto negli ambienti della controcultura hippie. Questo successo passa anche per la letteratura e il cinema, dal Siddartha di Hermann Hesse a film come Piccolo Buddha di Bernardo Bertolucci, Sette anni in Tibet e Kundun. Questi spunti letterari e cinematografici - insieme con la notorietà del XIV Dalai Lama - hanno sicuramente favorito anche la diffusione del buddismo in Italia.
La presenza buddhista in Italia comincia a farsi notare nel 1960, con la fondazione a Firenze dell'Associazione Buddhista Italiana e con la pubblicazione dal 1967 della rivista Buddhismo Scientifico. Vincenzo Piga si pone a capo dell'Unione Buddhista Italiana (U.B.I.). La firma da parte dell'allora Presidente del Consiglio Massimo D’Alema dell'Intesa fra lo Stato italiano e l'U.B.I., nel 2000, pure non ancora ratificata dal Parlamento, consacra e conferma la crescita del buddismo nel nostro Paese.
L'Intesa tra lo stato italiano e l'Unione Buddhista Italiana è stata ratificata l'11 dicembre 2012. L'evoluzione del buddismo in Italia è stata possibile anche grazie al coordinamento tra i centri buddhisti di tutte le tradizioni presenti in Italia che sentono la necessità di unirsi e cooperare promuovendo il dialogo interreligioso, l'incontro con le istituzioni culturali e promuovono attività didattiche sul buddismo. L'U.B.I è stata riconosciuta come ente religioso con personalità giuridica e riunisce i quarantaquattro maggiori centri italiani e i loro affiliati secondo le tradizioni Theravada (sud-est asiatico) Mahāyāna (Estremo Oriente), Vajrayana (Tibet) che sostengono la pratica e la diffusione dell'insegnamento spirituale storico (Shakyamuni Buddha).
Nel corso degli anni sono sorti diversi templi buddhisti nelle maggiori città italiane e sono stati fondati diversi monasteri e centri di meditazione: i centri di Roma, dove sono presenti il centro Zen Soto tradizionale l'Arco, diversi centri Zen Rinzai legati al centro di Engaku Taino e l'Associazione laica A.Me.Co, fondata e diretta dall'insegnante laico Corrado Pensa; Milano, dove è presente il centro Zen Enso-ji Il Cerchio, fondato e diretto dal maestro Soto Testugen Serra; Scaramuccia, località presso Orvieto, dove è presente il monastero del Maestro Zen Rinzai Engaku Taino, Pomaia ed il centro di Comiso in Sicilia. Il buddismo Tibetano Vajrayana è rappresentato tra gli altri dai centri della Via di Diamante, appartenenti alla scuola Kagyu, diffusi ormai in buona parte delle regioni italiane.
In Italia è anche diffuso il buddismo di Nichiren Daishonin un maestro vissuto in Giappone nel XIII secolo, cui l'associazione Soka Gakkai Internazionale si richiama. L'Istituto Buddista Italiano Soka Gakkai è stato fondato nel 1998 sulle ceneri dell'Associazione Italiana Nichiren Shoshu (nata negli anni '70 e trasformatasi nel 1990, dopo la separazione dal clero della Nichiren Shōshū, in Associazione Italiana Soka Gakkai, con 13.000 membri nel 1993. È riconosciuto come Istituto con decreto del Presidente della Repubblica nel 2000 e dichiara in quell'anno di raccogliere circa 33.000 aderenti
Altre organizzazioni della tradizione di Nichiren, presenti in Italia ma non legate alla Soka Gakkai, sono: la Nichiren-shū, che ha un proprio Tempio (Tempio Renkoji) a Cereseto; la Nipponzan Myohoji, che ha provveduto all'edificazione del più grande stūpa presente in Italia; la Honmon Butsuryu Shu, che conta un tempio principale (Kofuji) a Firenze e diverse comunità sul territorio, già afferente alla Japan Buddhist Federation come scuola secolare della tradizione Nichiren e che nel 2014 è entrata a far parte dell'U.B.I.

## Tradizioni buddhiste presenti in Italia
In Italia sono rappresentate numerose scuole del Buddhismo, la maggior parte delle quali, come ad esempio Theravāda, Mahāyāna, Vajrayāna, Chán, Zen, Seon e Tendai si sono riunite nel 2000 nell'Unione Buddhista Italiana, con sede a Roma, che ha un'intesa con lo stato dal 2012.
In alcune località di montagna o di campagna, non è insolito incontrare monumenti, quali ad esempio quello a Pennabilli (RN), o simboli buddhisti come le bandiere di preghiera. Nel 2005 una statua di Buddha fu posizionata sulla vetta di Pizzo Badile, ma nel 2007 fu distrutta da ignoti.

### Buddhismo Theravāda

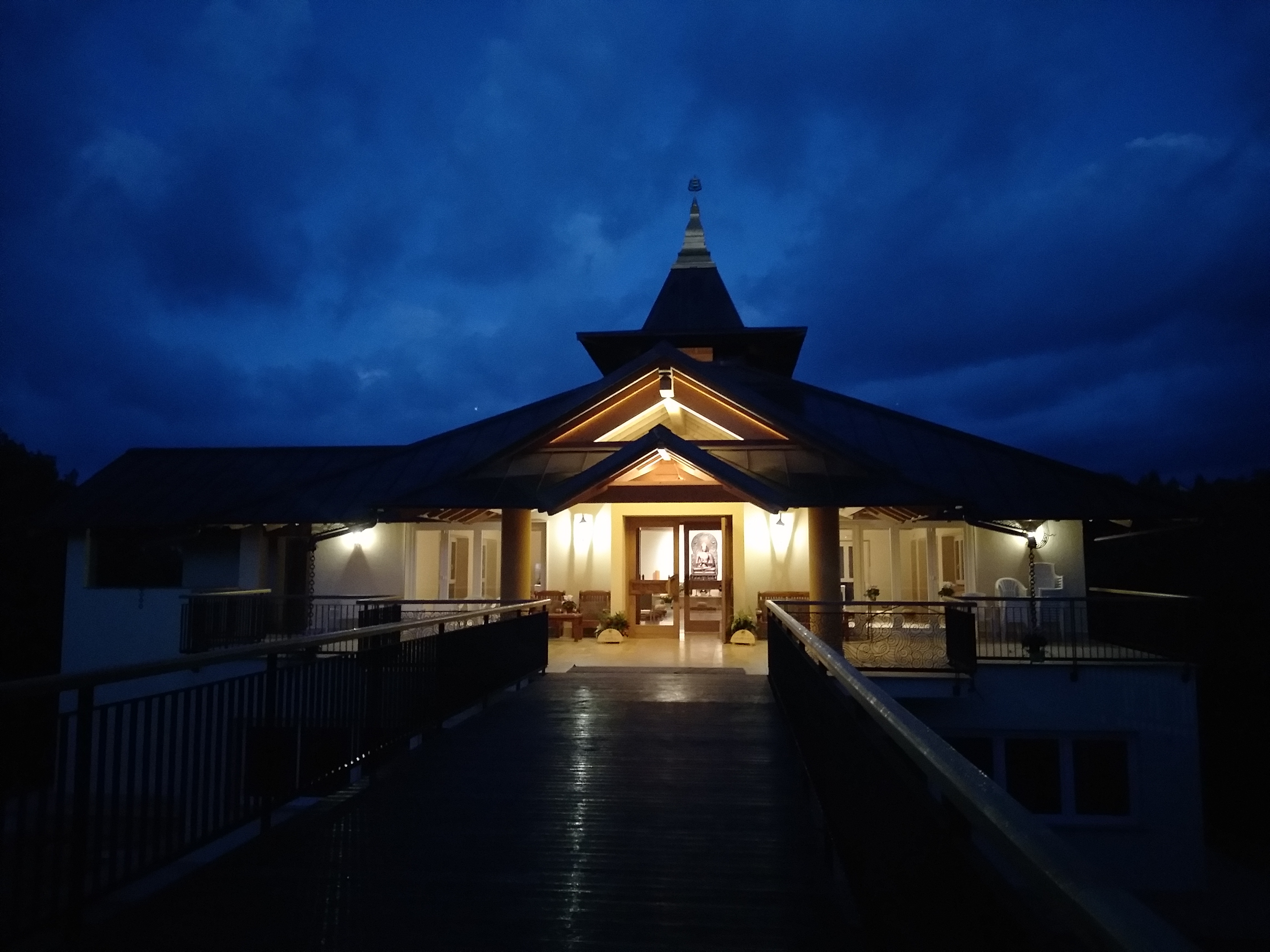
Tempio theravāda Santacittārāma afferente alla Tradizione della foresta, presso Poggio Nativo (RI)

Il buddhismo Theravāda è particolarmente diffuso tra le comunità di immigrati originarie del Sud-est asiatico, come quella srilankese. In Italia è presente dagli anni '90 con alcuni monasteri tra i quali il Santacittārāma (Giardino del Cuore Sereno) aperto nel 1990 a Sezze (LT) e poi spostato a Poggio Nativo (RI) e afferente alla Tradizione della foresta.

### Buddhismo cinese

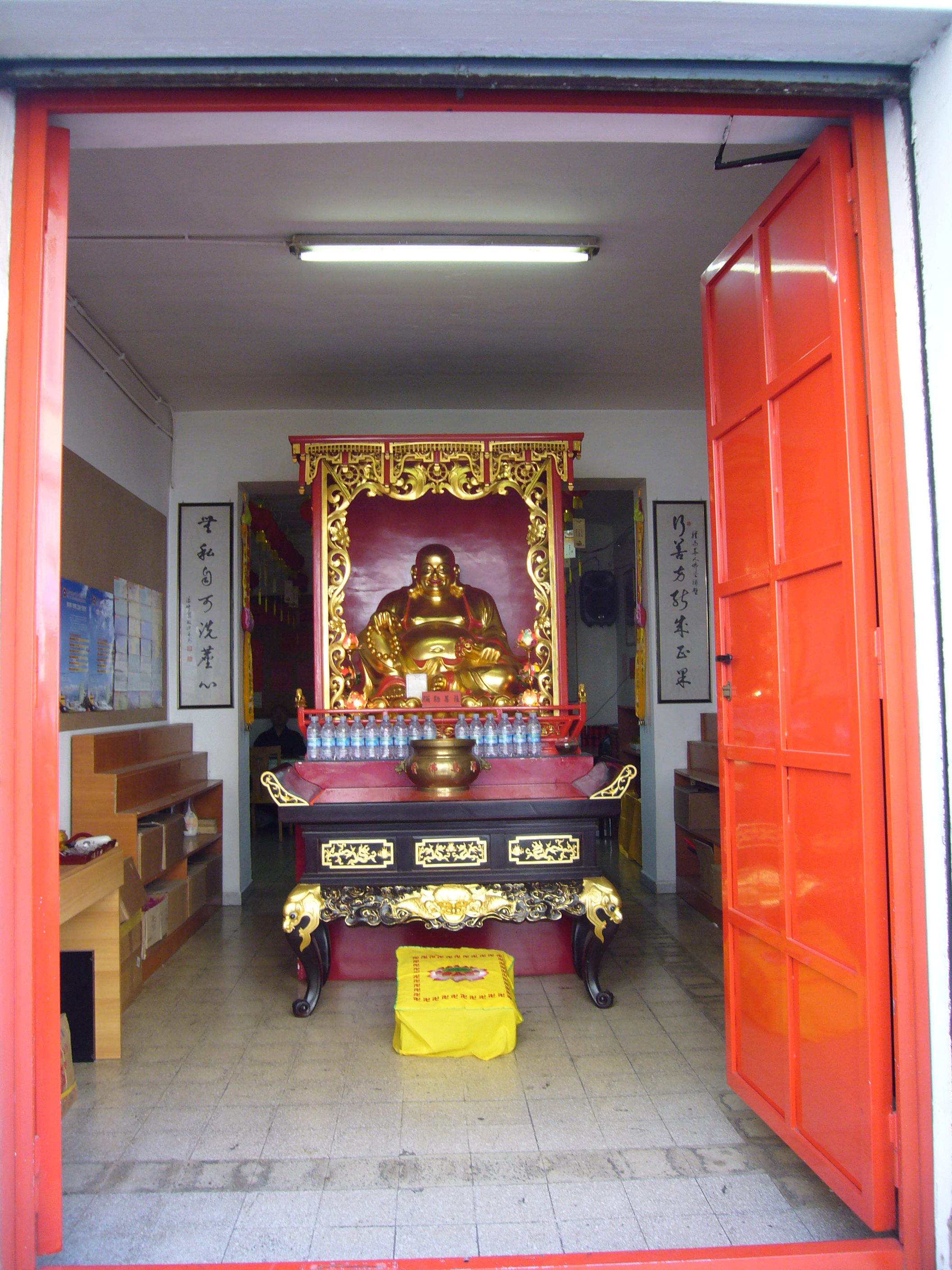
Tempio Buddhista Cinese Putuoshan dell'Esquilino, Roma

Le correnti che costituiscono il buddhismo cinese, principalmente Mahāyāna (soprattutto scuole Tiāntái e Fǎxiāng), Nikāya, Chán e altre, sono ampiamente diffuse tra i cinesi in Italia. A tali tradizioni appartengono numerosi templi tra i quali il Tempio Buddhista Cinese Putuoshan dell'Esquilino, il Tempio Buddhista Huayi (Tempio della Virtù Fiorente), anch'esso a Roma e il Tempio Buddhista Puhua (Tempio del Fiore Universale) di Prato. È attualmente in costruzione a Campi Bisenzio (FI) il grande Monastero Huazang Si (Monastero del Tesoro del Loto). 
Nelle città dove sono presenti comunità cinesi numerose, come ad esempio Prato, hanno luogo grandi festeggiamenti per il Capodanno Cinese, durante i quali i templi locali organizzano riti religiosi pubblici. 

#### Il buddismo cinese a Roma
La "Chinatown" di Roma è il quartiere Esquilino, dove sorge anche il Tempio Buddhista Cinese Putuoshan dell'Esquilino, chiamato Putuoshan perché i fondatori provengono appunto dall'isola di Putuo. Il tempio è frequentato dalla Comunità cinese di Roma e gli altri fedeli. Però, il tempio Hua Yi Si, che è della stessa comunità del tempio Putuoshan, è quello dove vanno più spesso i buddhisti di Roma. Questo è anche il tempio più grande d'Europa, e si organizzano lezioni di meditazione.

### Buddismo tibetano

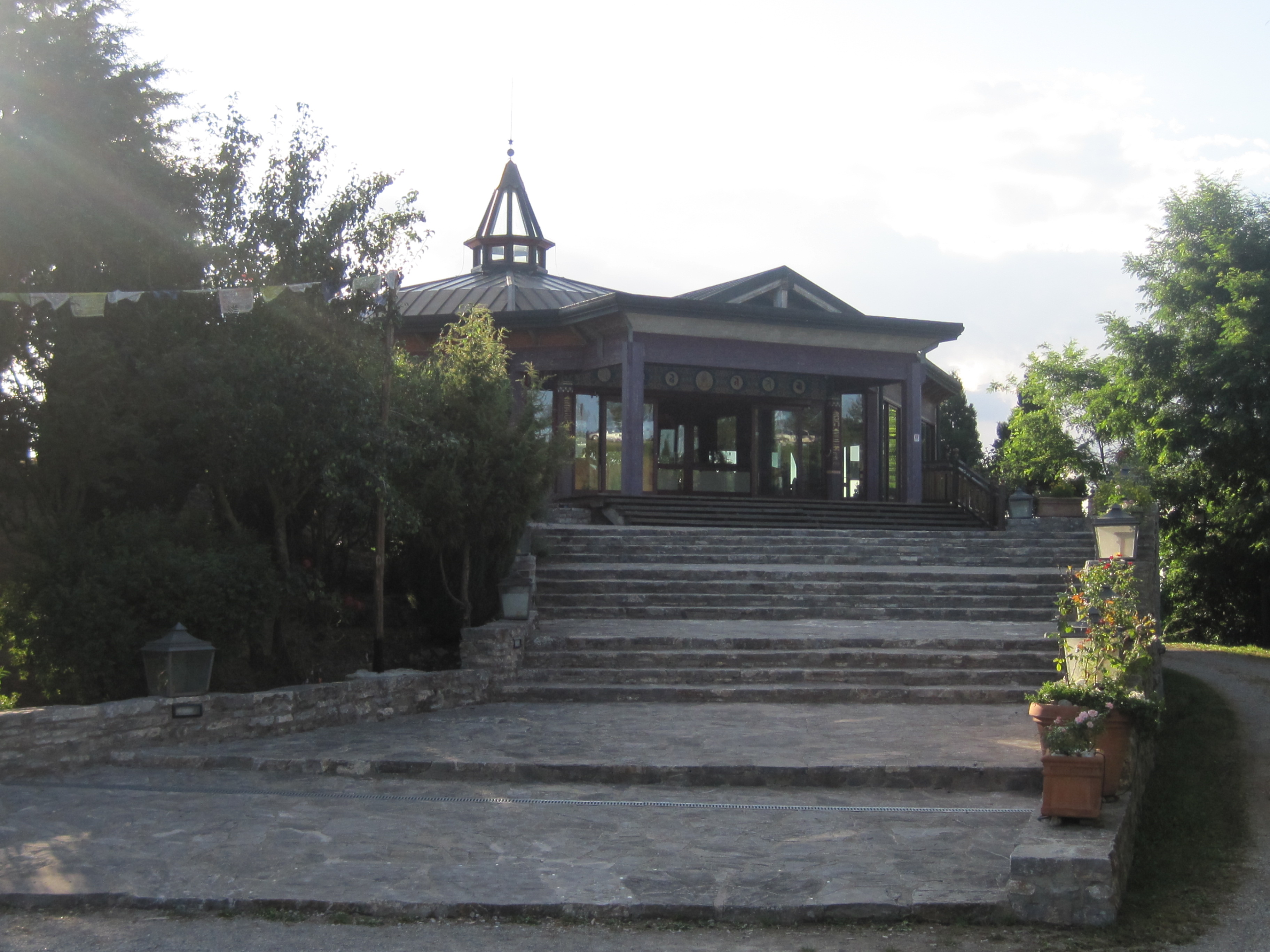
Gompa di Merigar West, tempio buddhista del Monte Labbro, Grosseto

Per quanto concerne le correnti buddhiste tibetane, cioè le varie scuole del Mahāyāna e Vajrayāna, in Italia sono presenti numerose istituzioni e luoghi di culto, molti dei quali aderenti al Buddhismo della Via di Diamante. Tra i più prestigiosi si annoverano l'Istituto Lama Tzong Khapa di Pomaia (PI), al servizio del quale sarà realizzato nei prossimi anni un grande monastero, il complesso di Merigar West della comunità Dzogchen presso Arcidosso (GR), l'Albagnano Healing Meditation Center dell'associazione Kunpen Lama Gangchen di tradizione NgalSo Ganden Nyengyu, che nella sede di Albagnano (VB) ha realizzato il grande Tempio del Cielo sulla Terra e il Centro Sakya Ngon Ga Ling di Montespertoli (FI), di tradizione Sakya. Nelle campagne della Maremma Pisana, tra Santa Luce (PI) e Castellina Marittima (PI) sono stati posizionati alcuni stūpa.

### Buddhismo coreano
Il buddhismo coreano è costituito principalmente dalla corrente Seon, affine allo Zen. In Italia è presente con il tempio Musang Am di Lerici (SP), che si richiama alla spiritualità di Bodhidharma.

### Buddhismo giapponese

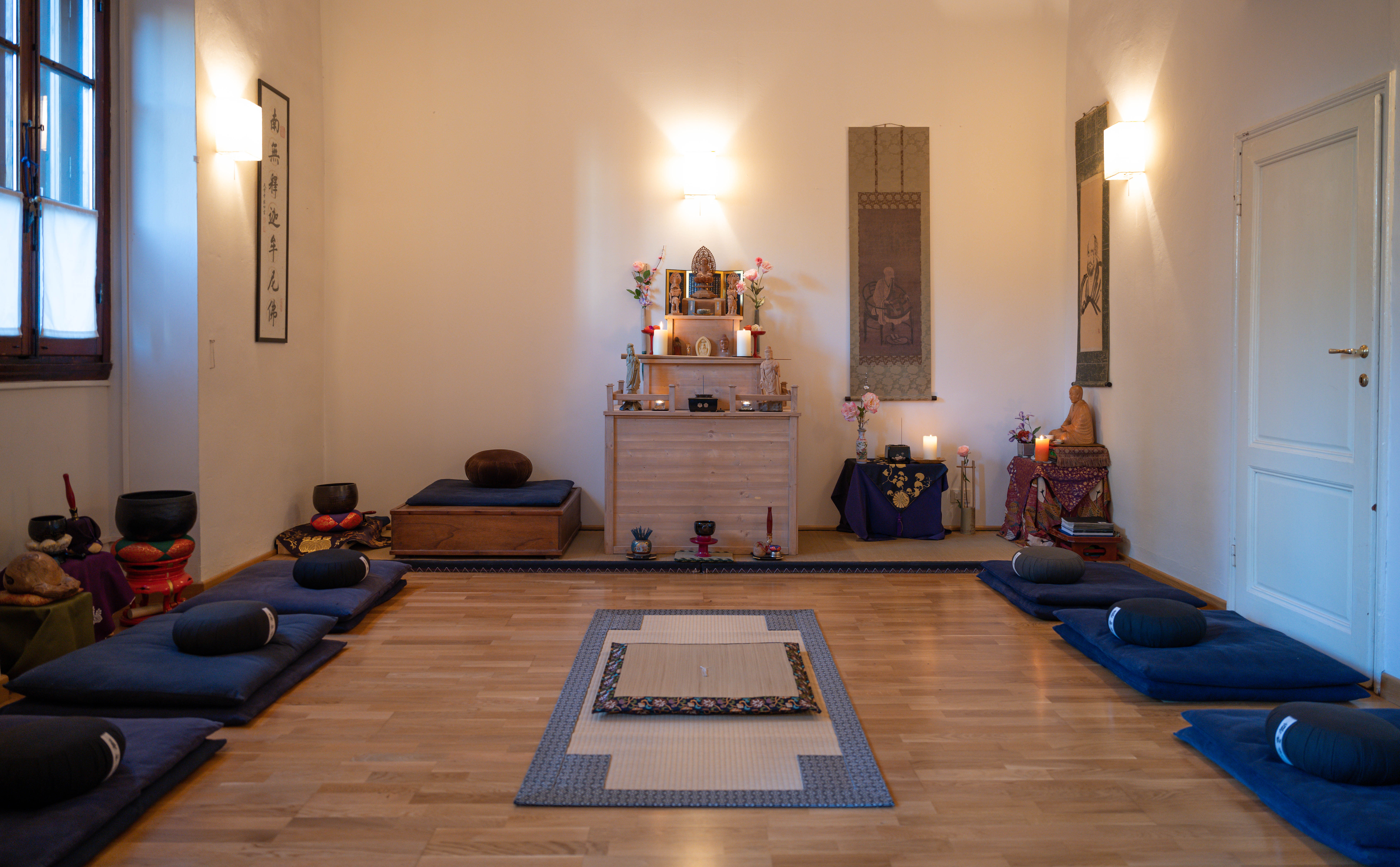
Zendō del tempio buddhista zen Shinnyoji di Firenze

Il buddismo giapponese tradizionale è rappresentato in Italia soprattutto dalle correnti Zen e Mahāyāna (soprattutto scuole Nichiren e Tendai). In Italia sono presenti numerosi templi dove si pratica lo Zen, ad esempio il tempio Shinnyoji di Firenze, afferente al monastero giapponese Daijoji. La comunità Enso-ji Il Cerchio gestisce due monasteri della scuola zen Sōtō-shū: uno a Milano e uno a Berceto, nei pressi di Parma.
Sono presenti anche organizzazioni afferenti al buddhismo Nichiren quali la Nichiren-shū, che ha un proprio tempio (Tempio Renkoji) a Cereseto; la Nipponzan-Myōhōji-Daisanga, che ha provveduto all'edificazione di uno stūpa (Pagoda della Pace) a Comiso (RG) e la Honmon Butsuryū-shū, che nel 2014 è entrata a far parte dell'Unione buddhista italiana, che conta il Tempio Kofuji a Firenze e diverse comunità sul territorio.
La scuola Tendai è rappresentata dal tempio Tenryuzanji di Cinte Tesino (TN), che gestisce anche una scuola di arti marziali.

### Soka Gakkai

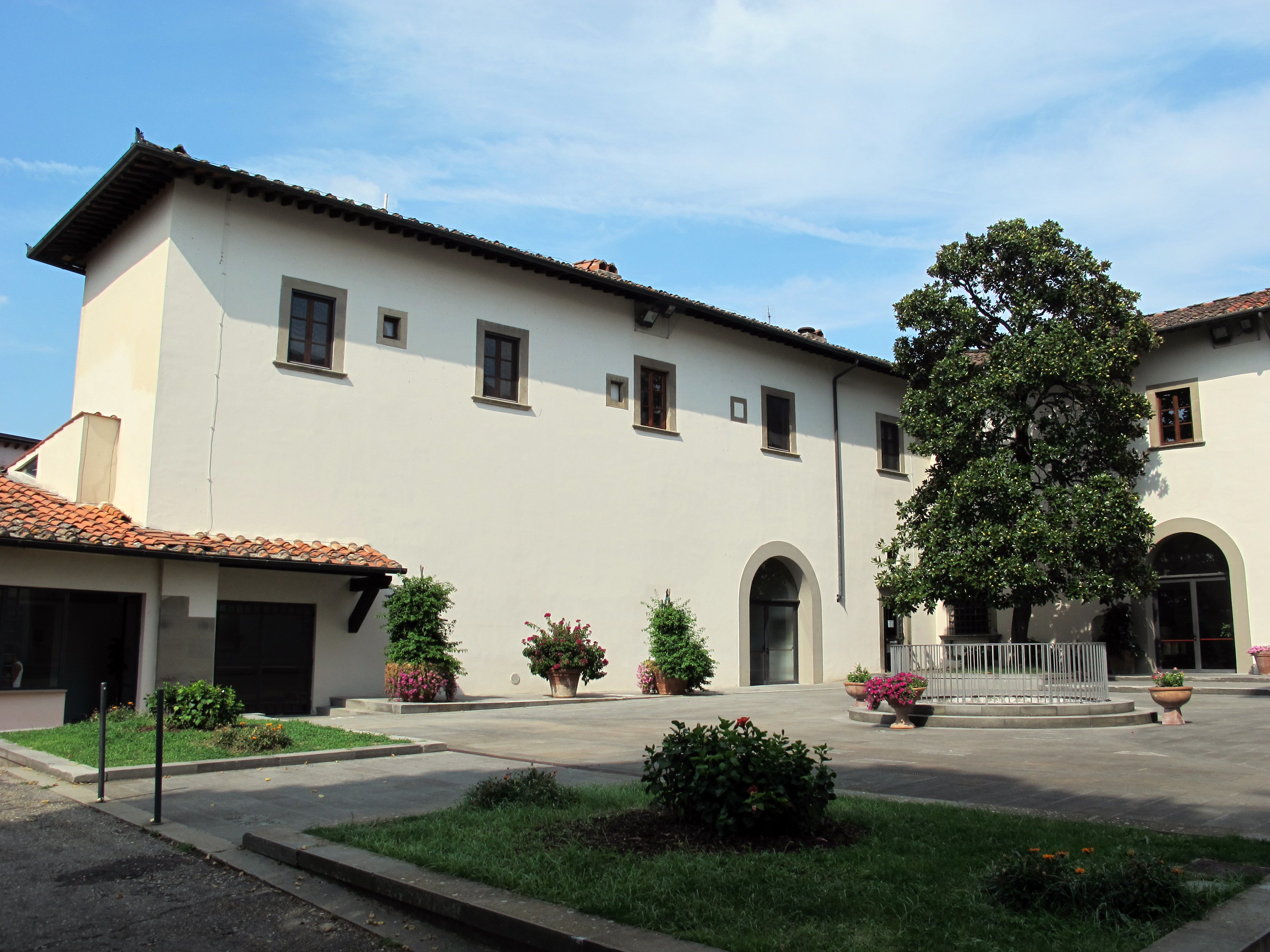
Villa Le Brache a Firenze, sede dell'Istituto Soka Gakkai Italiano

Il Soka Gakkai è un nuovo movimento religioso che si è separato dal Nichiren Shōshū giapponese e che in Italia conterebbe fino a 85.000 fedeli. Pur essendo membro dell'Unione Buddhista Europea, non è parte dell'Unione Buddhista Italiana. 
Gestisce numerosi kaikan (luoghi di culto) tra i quali i maggiori sono l'Istituto Buddhista Italiano Soga Gakkai di Firenze, principale sede italiana di questa confessione, quello di Roma, e il grande Centro culturale Ikeda per la pace di Corsico (MI).
L'Istituto buddista italiano Soka Gakkai ha un'intesa con lo stato dal 2015.

## Galleria d'immagini

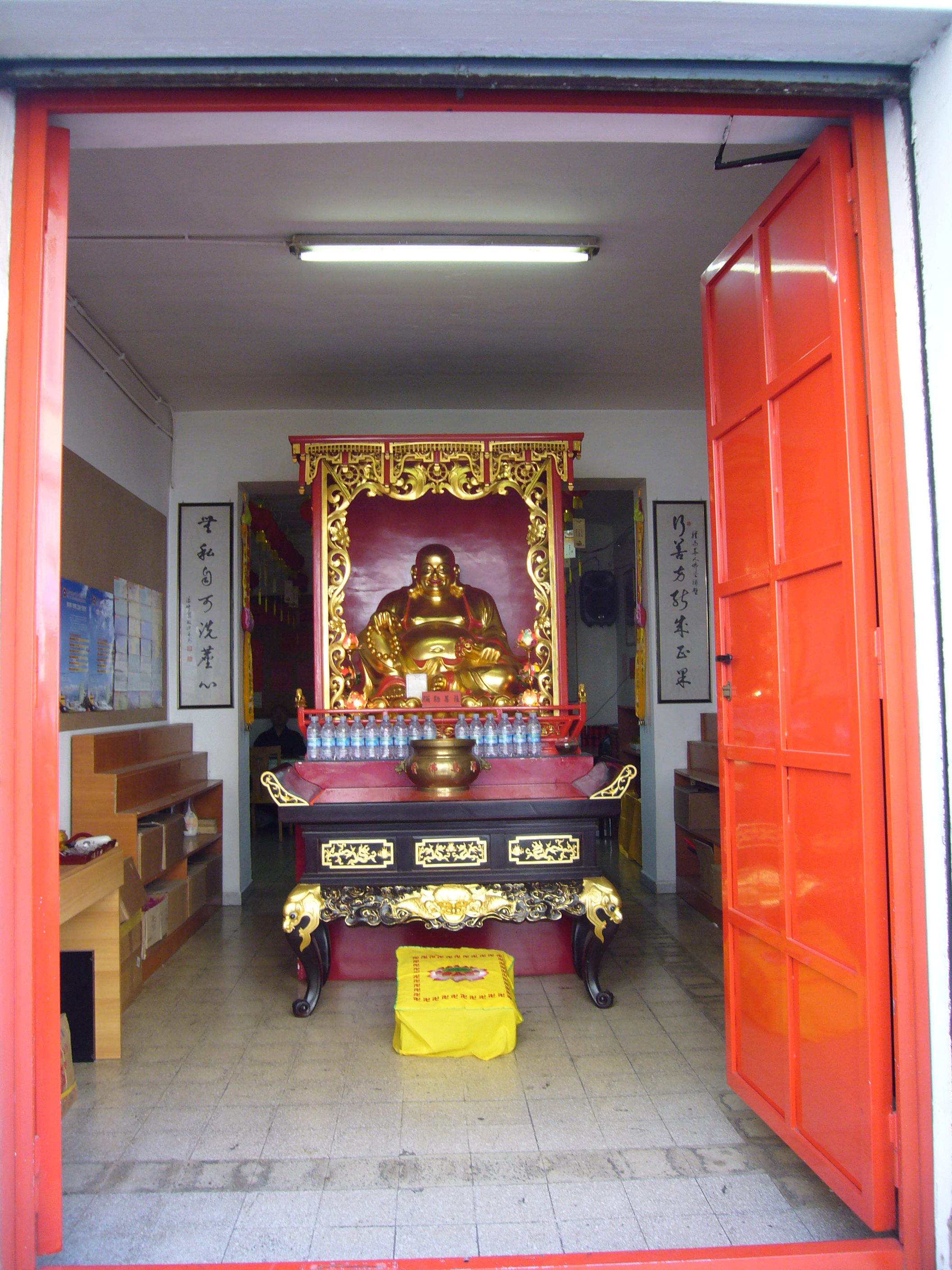
Tempio buddista cinese Pu Tuo Shan della comunità cinese dell'Esquilino, Roma
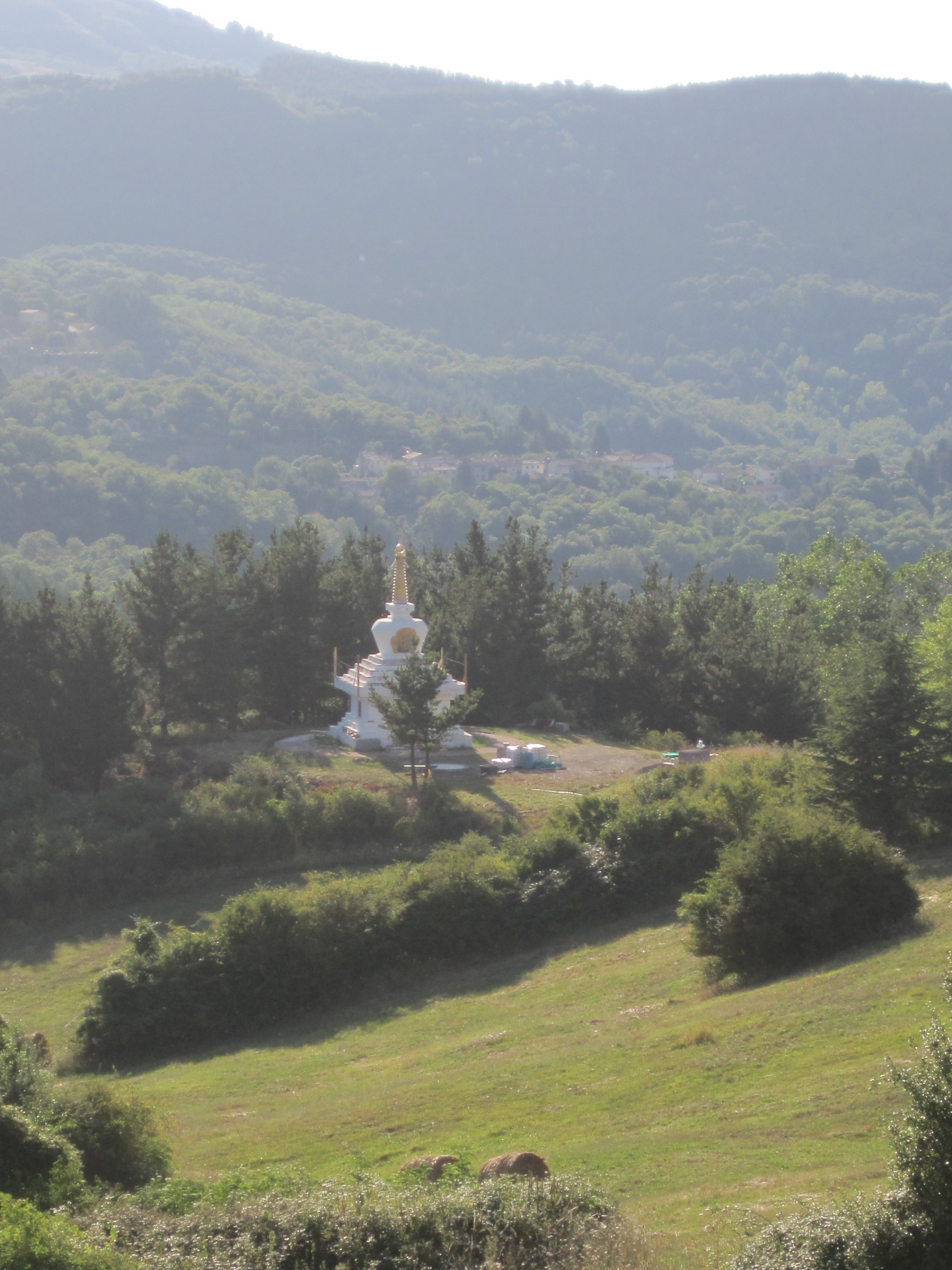
Grande Stūpa di Merigar West, Grosseto
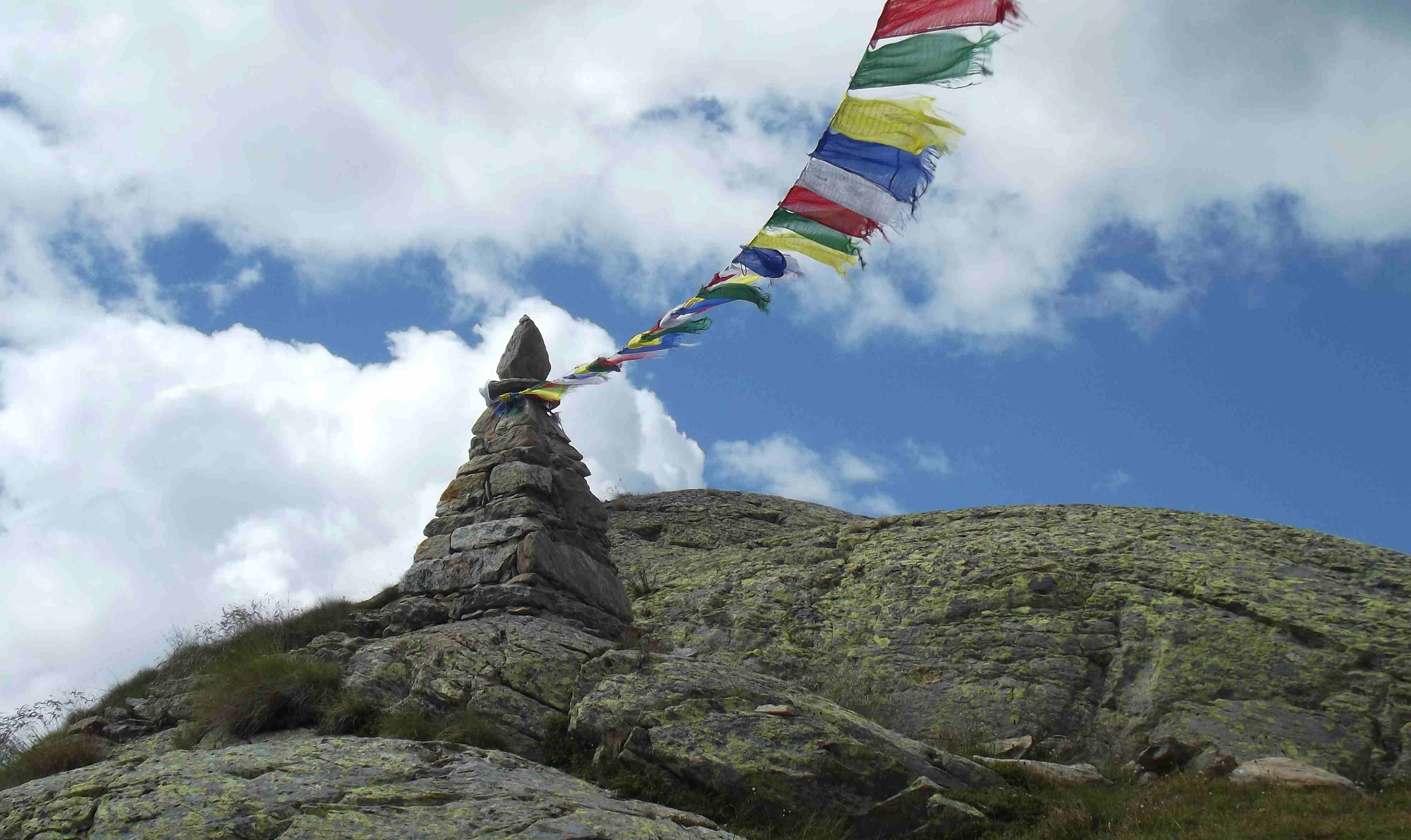
Ometto e bandiere di preghiera al colle di Lazoney, Biella
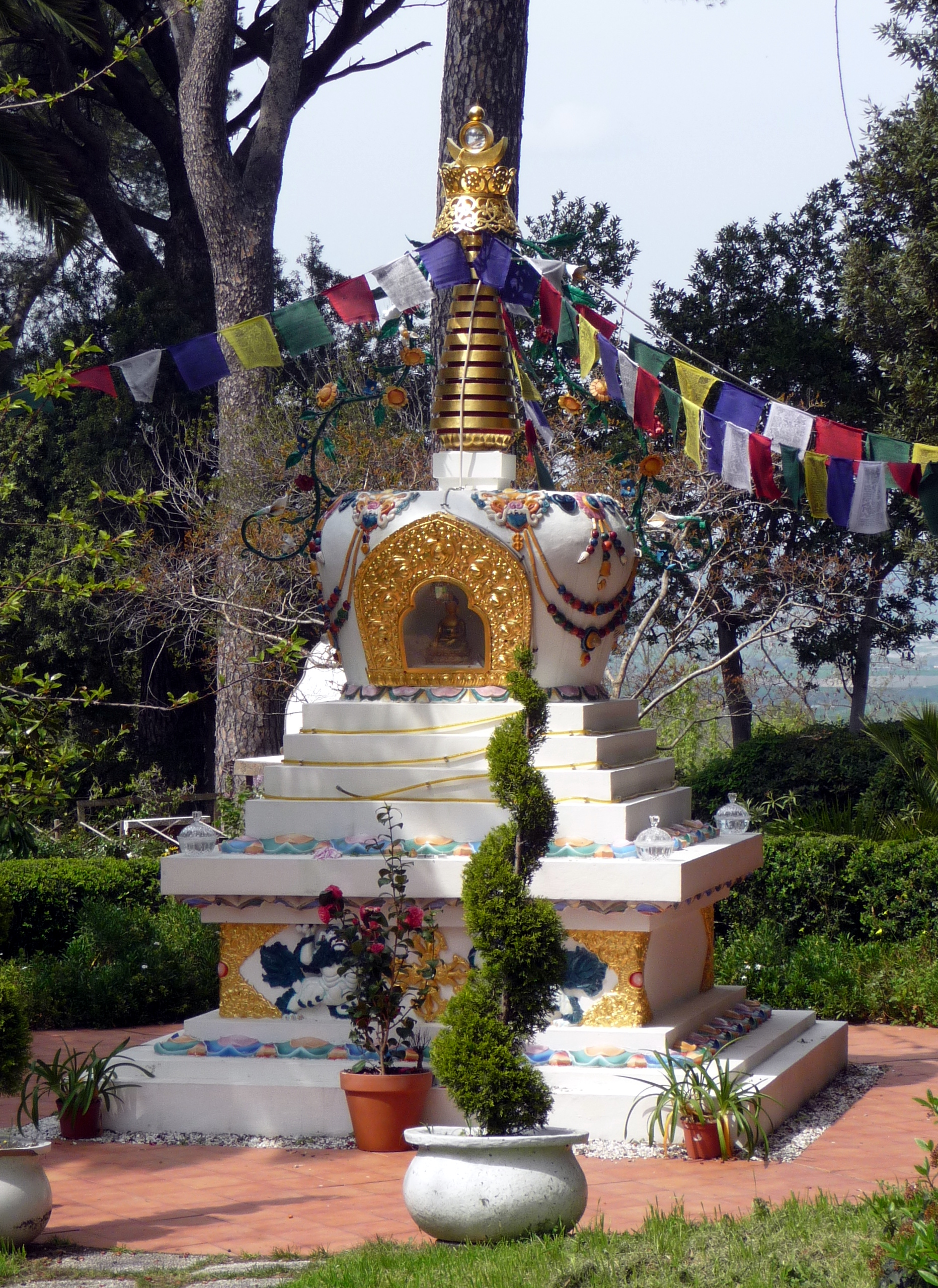
Stūpa dell'Istituto Lama Tzong Khapa, Pomaia
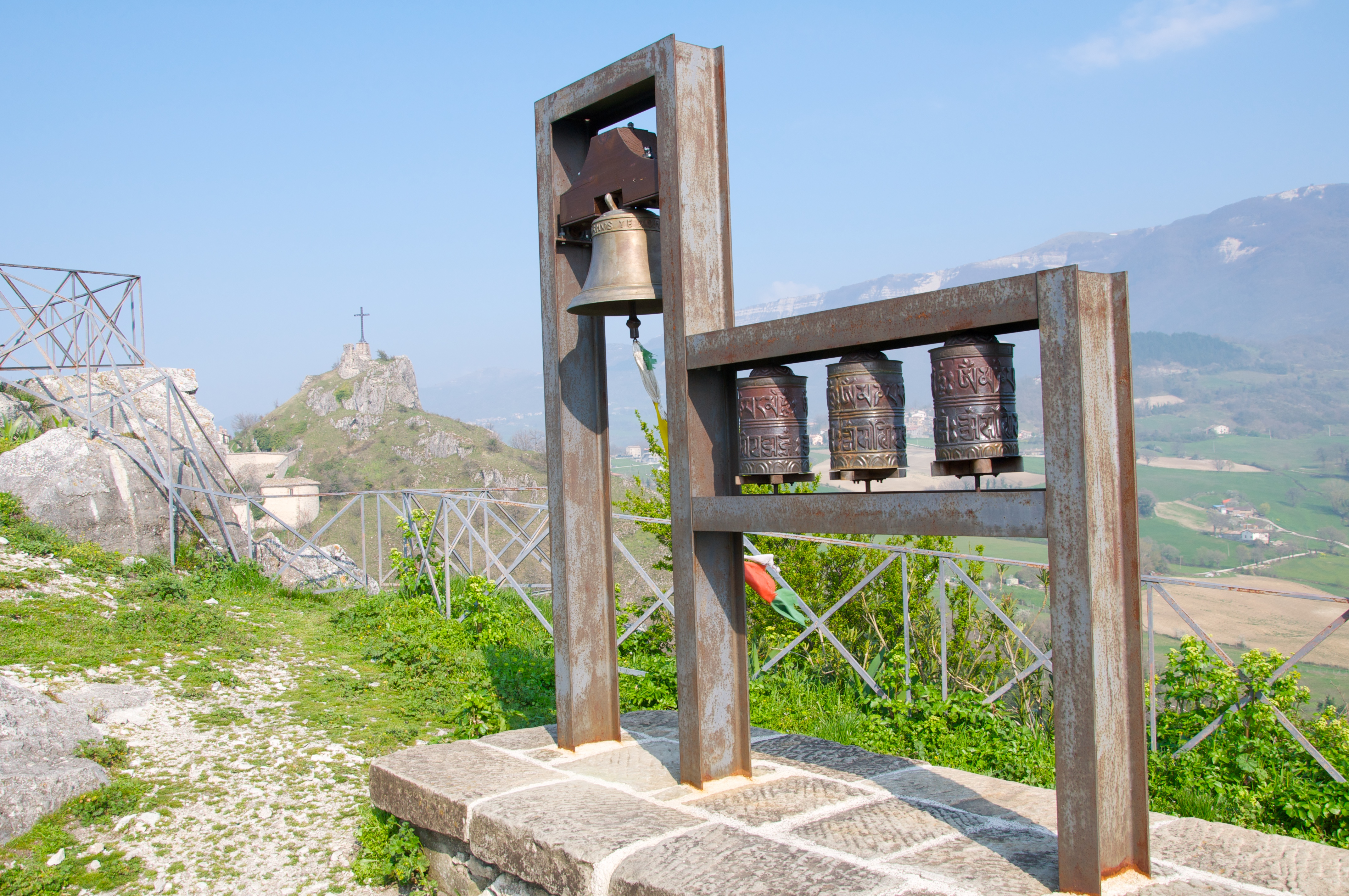
Monumento composto da una campana cattolica e tre ruote della preghiera buddhiste tibetane a Pennabilli (RN) inaugurato nel 2005 dal Dalai Lama. La campana cattolica è una copia di quella della missione aperta a Lhasa da Francesco Orazio della Penna nel XVIII secolo.